# جوناس هاو
جوناس هاو (بالإنجليزية: Jonas Howe)‏ هو سياسي أمريكي، ولد في 15 يوليو 1786 في بيترسهام في الولايات المتحدة، وتوفي بنفس المكان في 8 يناير 1865. انتخب عضو مجلس نواب ماساتشوستس.